# Supercard of Honor (2023)
Pour les articles homonymes, voir Supercard of Honor.
L'édition 2023 de Supercard of Honor est un Pay-per-view de catch (lutte professionnelle) produit par la promotion américaine Ring of Honor. L'événement a eu lieu le 31 mars 2023 au Galen Center à Los Angeles (Californie). Il s'agit de la 16e édition de Supercard of Honor.

## Contexte
Les spectacles de la Ring of Honor sont constitués de matchs aux résultats prédéterminés par les scénaristes de la compagnie. Ces rencontres sont justifiées par des storylines – une rivalité entre catcheurs, la plupart du temps – ou par des qualifications survenues dans les shows. Tous les catcheurs possèdent un gimmick, c'est-à-dire qu'ils incarnent un personnage gentil (Face) ou méchant (Heel), qui évolue au fil des rencontres. Un événement comme Supercard of Honor est donc un événement tournant pour les différentes storylines en cours.

## Tableau des matchs
| Ordre par numéros | Résultat | Stipulation(s)                                                                    | Temps |
| --- | --- | --------------------------------------------------------------------------------- | ----- |
| 1P | Jeff Cobb bat Tracy Williams | Match simple                                                                      | 5:20  |
| 2P | Konosuke Takeshita bat Willie Mack | Match simple                                                                      | 9:35  |
| 3P | Willow Nightingale bat Miranda Alize | Match simple                                                                      | 7:00  |
| 4P | Stu Grayson (avec Evil Uno) bat Slim J (avec Ari Daivari et "Smart" Mark Sterling) | Match simple                                                                      | 7:00  |
| 5 | El Hijo Del Vikingo (c) bat Komander | Match simple pour le AAA Mega Championship                                        | 16:00 |
| 6 | Mogul Embassy (Brian Cage, Kaun et Toa Liona) (c) (avec Prince Nana) bat AR Fox, Blake Christian et Metalik | 6-Man Tag Team match pour les ROH World Six-Man Tag Team Championship             | 8:00  |
| 7 | Athena (c) bat Yuka Sakazaki | Match simple pour le ROH Women's World Championship                               | 11:40 |
| 8 | Samoa Joe (c) bat Mark Briscoe | Match simple pour le ROH World Television Championship                            | 16:30 |
| 9 | Hiroshi Tanahashi bat Daniel Garcia | Match simple                                                                      | 12:00 |
| 10 | The Lucha Brothers (Penta El Zero Miedo et Rey Fénix) (avec Alex Abrahantes) bat Top Flight (Dante et Darius Martin), The Kingdom (Matt Taven et Mike Bennett) (avec Maria Kanellis), Aussie Open (Kyle Fletcher et Mark Davis) et La Facción Ingobernable (Rush et Dralíistico) (avec José the Assistant) | "Reach for the Sky" Ladder match pour les ROH World Tag Team Championship vacants | 20:20 |
| 11 | Katsuyori Shibata bat Wheeler Yuta (c) | Pure Wrestling Rules match pour le ROH Pure Championship                          | 13:10 |
| 12 | Claudio Castagnoli (c) bat Eddie Kingston | Match simple pour le ROH World Championship                                       | 20:15 |
| La lettre C placée entre parenthèses désigne la personne ou l’équipe championne en titre. P – indique que le match a eu lieu lors du pré-show | |                                                                                   |       |